# Корино (Вологодская область)
Корино — деревня в Сокольском районе Вологодской области. Местность называют как и реку близ деревни - Корбанга.  
Входит в состав Воробьёвского сельского поселения, с точки зрения административно-территориального деления — в Воробьёвский сельсовет. Расположена к югу от автодороги А123.
Расстояние по автодороге до районного центра Сокола — 52 км, до центра муниципального образования Воробьёва — 4 км. Ближайшие населённые пункты — Пирогово, Семакино, Новое, Великий Двор.
По переписи 2002 года население — 28 человек (12 мужчин, 16 женщин). Всё население — русские.